# 매실주

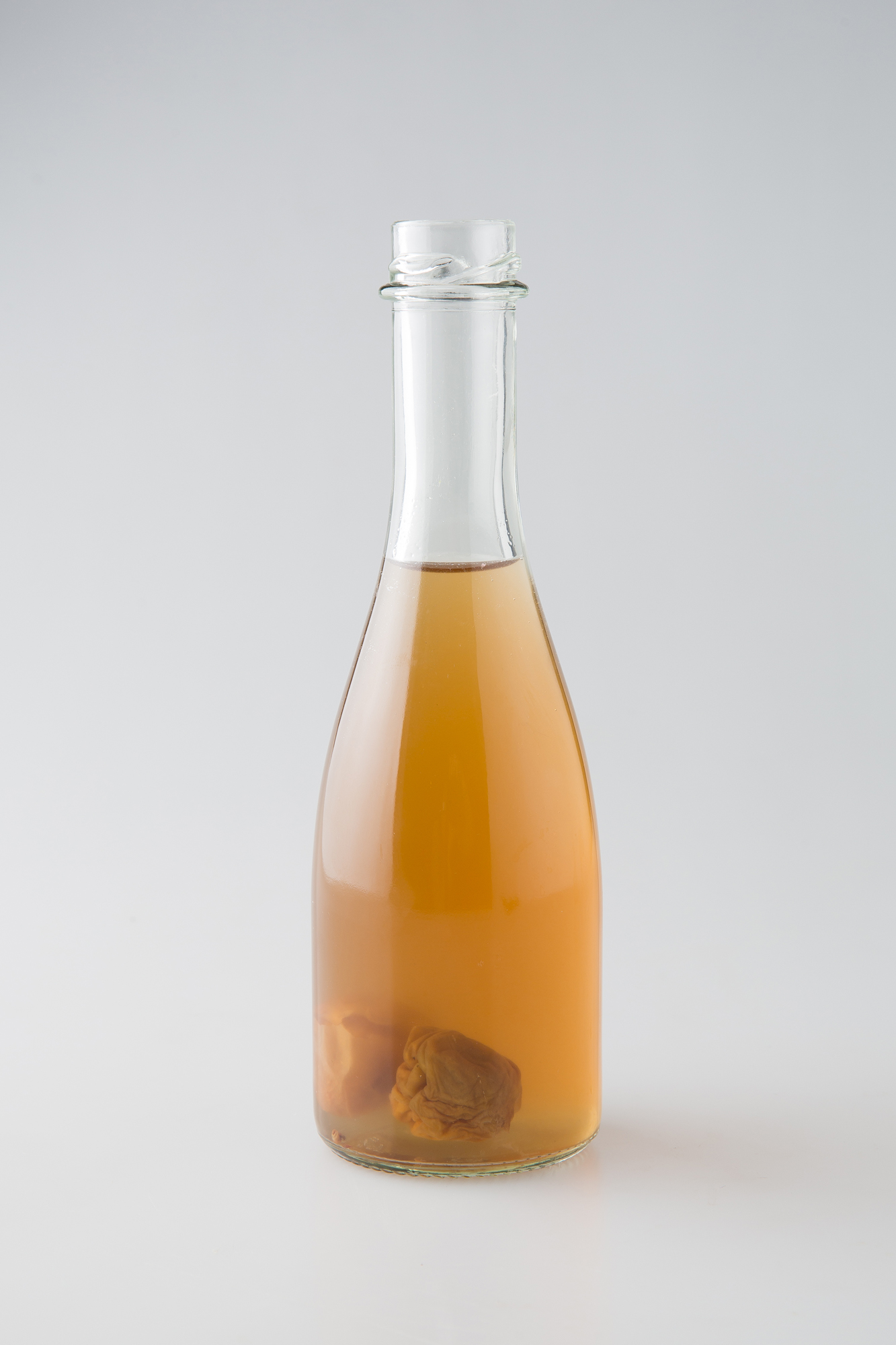
매실주

숙성되기 직전의 청매를 담구어 만드는 매실주(梅實酒)는 맛도 좋고 몸에도 좋은 대표적 전통주이다. 영어로는 Plum Wine이라 불린다.

## 제조
매실주의 제조 과정은 다음과 같다.
- 노랗게 익기 직전의 청매실을 잘 씻은 후 물기를 완전히 제거하고, 꼭지를 제거한다.
- 매실 1500g에 소주 2500cc를 부어 밀봉한 다음 서늘하고 그늘진 곳에 보관한다.
- 약 100일정도 지나면 숙성이 되며, 더 오래 숙성시킬 수록 술맛이 좋아진다.
- 매실주는 6월에 담구는 것이 적기라 알려져있다.

## 효능
매실은 여러 가지 효능 덕분에 예로부터 집안의 약으로서도 널리 사용되어 왔다. 매실에는 특히 구연산이 풍부하게 함유되어있어 피로회복과 체력에 좋고, 간의 기능을 상승시키는 피루부산이라는 성분 덕분에 항상 피곤하거나 술을 자주 마시는 현대인들에게 좋다. 매실에는 독성을 분해하는 피크린산이라는 성분이 소량 함유되어있어 요즘에는 항암식품으로서도 각광받고 있다. 매실을 장시간동안 꾸준히 복용하면 신진대사를 원활하게 해주어 피부미용에도 좋은 효과가 있다. 또한 매실주는 소화흡수에도 좋아 장이 안좋은 사람에게 제격인 술이다.